# ألكساندرا دريفوس
ألكساندرا دريفوس (بالإنجليزية: Alexandra Dreyfus)‏ هي مغنية وممثلة أمريكية، ولدت في 7 أبريل 1986 في لوس أنجلوس في الولايات المتحدة.

## وصلات خارجية
- ألكساندرا دريفوس على موقع IMDb (الإنجليزية)
- ألكساندرا دريفوس على موقع قاعدة بيانات الفيلم (الإنجليزية)